# Bachmatsch
Bachmatsch (ukrainisch und russisch Бахмач) ist eine Stadt und ein wichtiger Eisenbahnknotenpunkt in der ukrainischen Oblast Tschernihiw und war bis Juli 2020 das Zentrum des gleichnamigen Rajons Bachmatsch mit etwa 17.000 Einwohnern.

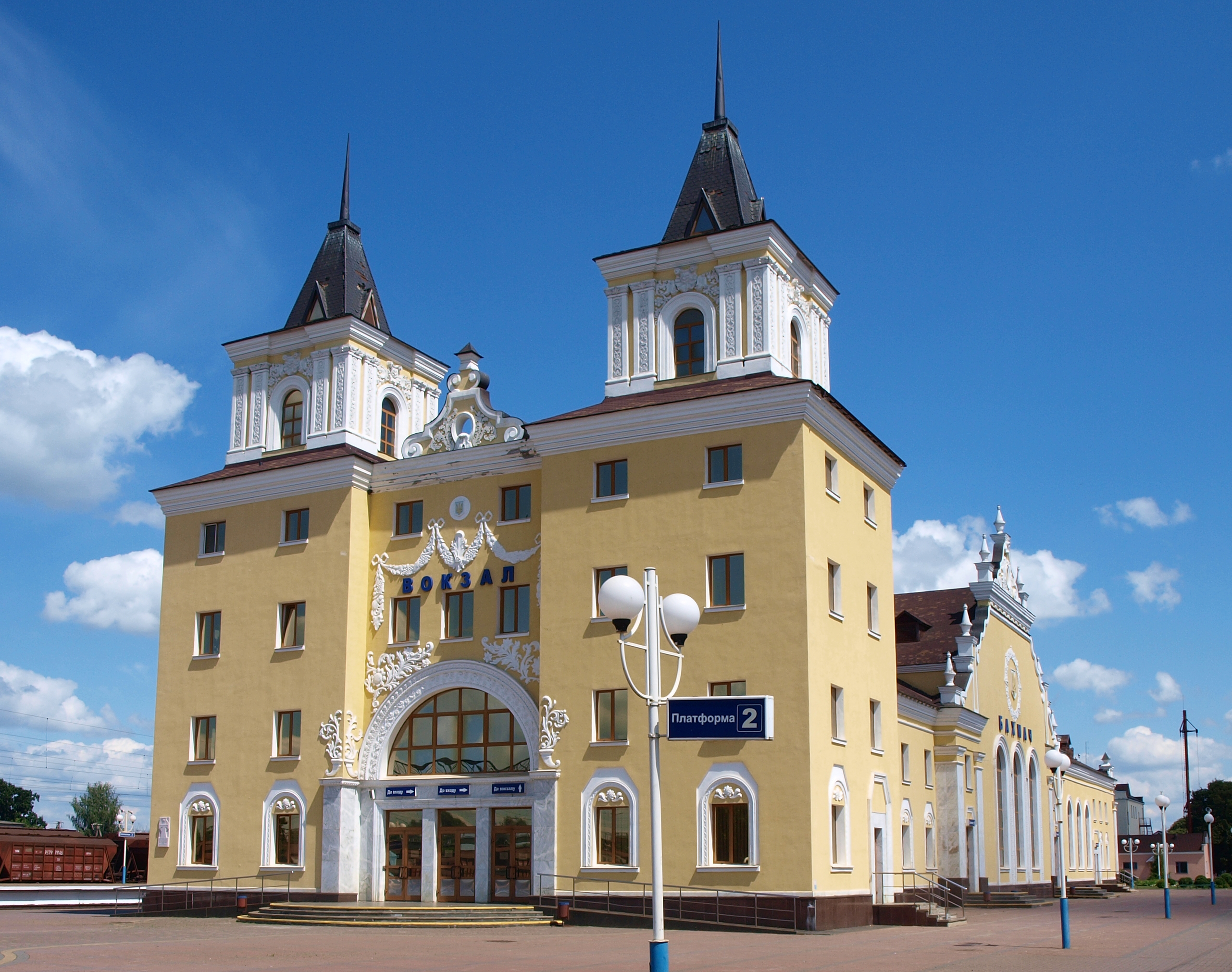
Bahnhof im Ort

## Geschichte
Der Ort Bachmatsch wurde erstmals 1781 erwähnt. Einen wichtigen Entwicklungsimpuls erhielt die Siedlung in den 1860er Jahren durch den Anschluss an das Eisenbahnnetz. Im März 1918 kam es zu Kämpfen zwischen vorrückenden deutschen Einheiten und Truppen der zur russischen Armee gehörenden Tschechoslowakischen Legionen. Am 15. Oktober 1938 wurde der Ort in den Stadtstatus erhoben.

## Infrastruktur und Verkehr
Die Stadt verfügt über vier allgemeinbildende Mittelschulen, wobei eine Einrichtung aus einer Abendschule besteht, ein Heimatkundemuseum, acht Bibliotheken, ein zentrales Rajonkrankenhaus, drei Polikliniken, einen Kulturklub, einen Klub der Eisenbahnarbeiter und ein Haus der Schüler.
Bachmatsch liegt an dem Schnittpunkt der Eisenbahnlinien Kursk – Kiew und Ljubaw – Romny. Der Ort hat zwei Bahnhöfe: Bachmatsch-Kijiwskyj und Bachmatsch-pasaschyrskyj. Die Stadt ist über die Territorialstraßen T–25–14 und T–25–23 an das ukrainische Straßennetz angeschlossen. Südwestlich der Stadt grenzt das Dorf Kurin an.

## Verwaltungsgliederung
Am 12. Juni 2020 wurde die Stadt zum Zentrum der neugegründeten Stadtgemeinde Bachmatsch (Бахмацька міська громада/Bachmazka miska hromada). Zu dieser zählen auch die 35 in der untenstehenden Tabelle aufgelisteten Dörfer sowie die 3 Ansiedlungen Peremoha, Tscheremuschky und Wessele, bis dahin bildete sie die gleichnamige Stadtratsgemeinde Bachmatsch (Бахмацька міська рада/Bachmazka miska rada) im Zentrum des Rajons Bachmatsch.
Am 17. Juli 2020 kam es im Zuge einer großen Rajonsreform zum Anschluss des Rajonsgebietes an den Rajon Nischyn.
Folgende Orte sind neben dem Hauptort Bachmatsch Teil der Gemeinde:
| Name                     | Name           | Name                                 |
| ukrainisch transkribiert | ukrainisch     | russisch                             |
| ------------------------ | -------------- | ------------------------------------ |
| Bachmatsch               | Бахмач         | Бахмач                               |
| Bespetschne              | Безпечне       | Беспечное (Bespetschnoje)            |
| Biloweschi Druhi         | Біловежі Другі | Беловежи Вторые (Beloweschi Wtoryje) |
| Biloweschi Perschi       | Біловежі Перші | Беловежи Первые (Beloweschi Perwyje) |
| Chalymonowe              | Халимонове     | Халимоново (Chalimonowo)             |
| Fastiwzi                 | Фастівці       | Фастовцы (Fastowzy)                  |
| Hlyboke                  | Глибоке        | Глубокое (Glubokoje)                 |
| Hruschiwka               | Грушівка       | Грушевка (Gruschewka)                |
| Hryhoriwka               | Григорівка     | Григоровка (Grigorowka)              |
| Kalyniwka                | Калинівка      | Калиновка (Kalinowka)                |
| Kaltschyniwka            | Кальчинівка    | Кальчиновка (Kaltschinowka)          |
| Koschmaliw               | Кошмалів       | Кошмалов (Koschmalow)                |
| Krassyliwka              | Красилівка     | Красиловка (Krassilowka)             |
| Kulischowe               | Кулішове       | Кулешово (Kuleschowo)                |
| Kurin                    | Курінь         | Курень (Kuren)                       |
| Mowtschyniw              | Мовчинів       | Мовчинов (Mowtschinow)               |
| Oleksijiwka              | Олексіївка     | Алексеевка (Aleksejewka)             |
| Opolonske                | Ополонське     | Ополонское (Opolonskoje)             |
| Ossyniwka                | Осинівка       | Осиновка (Ossinowka)                 |
| Ostriw                   | Острів         | Остров (Ostrow)                      |
| Paschkiw                 | Пашків         | Пашков (Paschkow)                    |
| Peremoha                 | Перемога       | Перемога (Peremoga)                  |
| Persche Trawnja          | Перше Травня   | Перше Травня                         |
| Pisky                    | Піски          | Пески (Peski)                        |
| Saporiske                | Запорізьке     | Запорожское (Saporoschskoje)         |
| Sarukawne                | Зарукавне      | Зарукавное (Sarukawnoje)             |
| Schewtschenka            | Шевченка       | Шевченко (Schewtschenko)             |
| Schumejkiw               | Шумейків       | Шумейков (Schumeikow)                |
| Seleniwka                | Зеленівка      | Зеленовка (Selenowka)                |
| Strilnyky                | Стрільники     | Стрельники (Strelniki)               |
| Tscheremuschky           | Черемушки      | Черемушки (Tscheremuschki)           |
| Tynyzja                  | Тиниця         | Тиница (Tiniza)                      |
| Ukrajinske               | Українське     | Украинское (Ukrainskoje)             |
| Warwariwka               | Варварівка     | Варваровка (Warwarowka)              |
| Wessele                  | Веселе         | Весёлое (Wessjoloje)                 |
| Wyschnewe                | Вишневе        | Вишнёвое (Wischnjowoje)              |
| Wyschnewe                | Вишневе        | Вишнёвое (Wischnjowoje)              |
| Wyschniwske              | Вишнівське     | Вишневское (Wischnewskoje)           |

## Persönlichkeiten
- Andrij Antychowytsch (1996–2022), Kampfpilot